# Сваток, Александр Сергеевич
Алекса́ндр Серге́евич Свато́к (укр. Олександр Сергійович Сваток; род. 27 сентября 1994, Днепродзержинск, Днепропетровская область) — украинский футболист, защитник клуба «Остин» и сборной Украины. Участник чемпионата Европы 2024.
Воспитанник днепропетровского «Днепра» в составе которого дебютировал в профессиональном футболе. Летом 2014 года, сроком на полгода, отправился выступать в луцкую «Волынь» на правах аренды. В сезоне 2016/17 стал основным игроком «Днепра», а уже в следующем сезоне перешёл в луганскую «Зарю», где отыграв 2,5 года перешёл в сплитский «Хайдук».
Выступал за юношескую сборную Украины до 19 лет и молодёжную сборную до 21 года. Вызывался в стан национальной сборной страны.

## Клубная карьера
Александр Сваток родился 27 сентября 1994 года в Днепродзержинске. Учился в местной школе № 44, где и начал играть в футбол. Во втором классе стал заниматься в ДЮСШ Днепродзержинска у тренера Виктора Николаевича Шевченко. Позже его тренером был Геннадий Павлович Шмурыгин. С 2006 года по 2007 год выступал за днепропетровский «Интер». Затем, Сваток перешёл в академию днепропетровского «Днепра». Тренерами в школе «Днепра» являлись Алексей Чистяков и Сергей Максимыч. Всего в детско-юношеской футбольной лиге Украины играл на протяжении четырёх лет в качестве полузащитника и сыграл в более чем пятидесяти матчах. В 2011 году Александр Сваток занял второе место в конкурсе на звание лучшего молодого футболиста Днепропетровска.

### «Днепр»
По окончании академии Сваток начал выступать за дубль «Днепра» в молодёжном первенстве Украины, где стал основным центральным защитником команды и её капитаном. В её составе занял четвёртое место в турнире дублёром сезона 2011/12. Во время игры в дубле тренеры перевели его с позиции полузащитника в защитника.

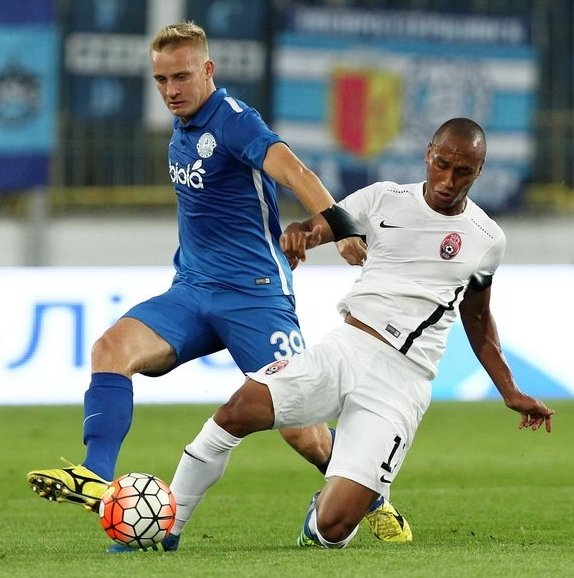
В игре за «Днепр» в 2016 году

Перед матчем Лиги Европы с румынским «Пандурием», в ноябре 2013 года, травмировались два центральных защитника «Днепра» Онджей Мазух и Дуглас. Данный факт позволил дебютировать Сватку на профессиональном уровне. Главный тренер Хуанде Рамос выпустил его на поле на 64 минуте вместо Евгения Чеберячко. Спустя пять минут после выхода Александр заработал пенальти в собственные ворота и предупреждение, однако несмотря на это украинская команда победила со счётом (4:1).
Сезон 2013/14 завершился для дубля бронзовыми наградами молодёжного первенства. Летом 2014 года новый главный тренер «Днепра» Мирон Маркевич взял Сватка на сборы вместе с основной командой, а затем он был заявлен в её составе для участия в чемпионате Украины. Несмотря на это, Маркевич выразил желание отправить Сватка выступать за другой клуб на правах аренды для получения им игрового опыта.
16 августа 2014 года защитник был отдан в полугодичную аренду в луцкую «Волынь». Взяв себе футболку с 39 игровым номером. Вместе с Александром в «Волынь» были отправлены такие игроки «Днепра» как Бабенко, Бохашвили, Кобахидзе и Федорчук. Дебют в новой команде и чемпионате Украины состоялся 31 августа в игре против луганской «Зари» (2:1). Всего за полгода аренды он сыграл в четырёх матчах чемпионата и двух играх Кубка Украины.
Зимой 2015 года Сваток побывал на сборах основой командой «Днепра» в Испании и Турции. «Днепр» по итогам сезона дошёл до финала Лиги Европы, однако сам Сваток оставался на скамейке запасных в семи играх турнира. Турнир дублёров для команды завершился победой, а чемпионат Украины для «Днепра» завершился бронзовыми наградами. После игры в конце сезона со столичным «Динамо» (0:1) UA-Футбол включил Сватка в символическую сборную тура.

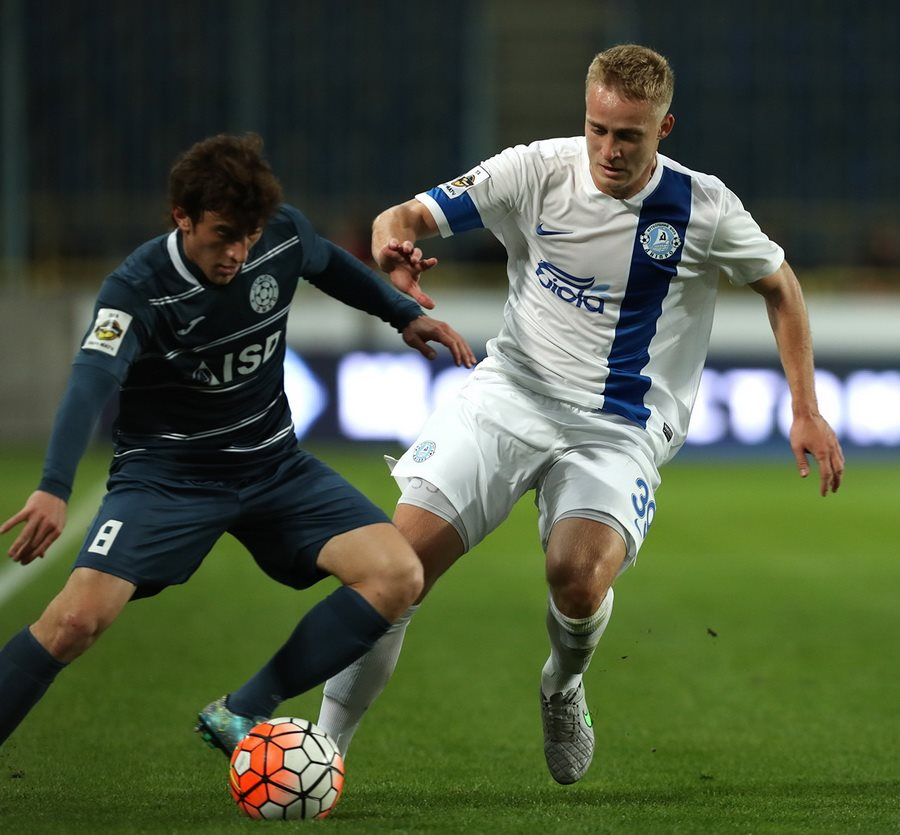
В игре за «Днепр» в 2016 году

В феврале 2016 года вместе с молодёжной командой «Днепра» стал победителем Sait Nagjee Trophy, который проходил в Индии. По итогам турнира Александр Сваток был назван лучшим защитником соревнования. Вместе с основной командой дошёл до полуфинала Кубка Украины 2015/16, а с дублем стал бронзовым призёром молодёжного чемпионата.
Летом 2016 года «Днепр» возглавил Дмитрий Михайленко, который был тренером Сватка в дубле. В сезоне 2016/17 он стал капитаном и основным защитником команды. По окончании первой части чемпионата Сваток стал третьим в турнире по проценту точности паса, уступая лишь Фреду и Морозюку. Сайт Football.ua по итогам сезона назвал его лучшим игроком «Днепра». По ходу сезона Сваток четырежды попадал в символическую сборную тура по версии Football.ua и единожды по версии UA-Футбол. Данный сезон стал для «Днепра» последним в истории, после чего он прекратил существование. Команда заняла предпоследнее место в чемпионате и несмотря на это, сумела дойти до полуфинала Кубка Украины.

### «Заря»
В июне 2017 года Сваток подписал двухлетний контракт с луганской «Зарёй», вместе с ещё четырьмя партнёрами по «Днепру» — Луниным, Лунёвым, Чеберко и Кочергиным. На момент перехода Сватка в стан луганчан его трансферная стоимость оценивалась сайтом Transfermarkt в 700 тысяч евро. Дебют в «Заре» состоялся 23 июля 2017 года в матче чемпионата Украины против «Мариуполя» (1:1). В составе команды сыграл во всех поединках группового турнира Лиги Европы. Игра против берлинской «Герты» завершилася для «Зари» первой в истории победой (2:1) в рамках группового этапа еврокубка. Александр Сваток забил второй гол поединка, пяткой, и тем самым принёс клубу историческую победу. Спустя месяц после гола «Герте», Сваток забил похожий гол пяткой в чемпионате Украины в ворота одесского «Черноморца». По окончании первой части сезона сайт UA-Футбол включил Сватка в символическую сборную Премьер-лиги.
Матч 1 апреля 2018 года против «Шахтёра» (0:3) завершился для Сватка на седьмой минуте в связи с надрывом связок, после которого он не играл в течение трёх недель. «Заря» по итогам сезона заняла четвёртое место, проиграв борьбу за бронзу полтавской «Ворскле». По ходу сезона Сваток стал игроком основного состава и четырежды попадал в символическую сборную тура Премьер-лиги Украины по версии сайта Football.ua.
Еврокубковая кампания лета 2018 года оказалась неудачной для луганчан: команда сначала обыграла в квалификации Лиги Европы португальскую «Брагу», после чего уступила немецкому РБ Лейпцигу. В первой половине сезона 2018/19 Сваток дважды включался в символические сборные тура УПЛ по версии Football.ua. В январе 2019 года Сваток был переведён в дубль, поскольку отказался продлевать контракт с клубом.

### Дальнейшая карьера
В феврале 2019 года футболист заключил контракт со сплитским «Хайдуком», рассчитанный на 3,5 года. Дебют в чемпионате Хорватии для Сватка состоялся 3 марта 2019 года в выездной игре против запрешичского «Интера» (3:1). В игре против «Рудеша», 16 марта 2019 года, завершившейся победой «Хайдука» (3:0), Сваток был удалён с поля под конец поединка. В команде стал игроком основного состава, однако команда по итогам сезона заняла четвёртое место. В квалификации Лиге Европы «Хайдук» неожиданно уступил мальтийскому клубу «Гзира Юнайтед» и выбыл из турнира. После поражения от мальтийцев поста главного тренера лишился Синиша Орештшанин. Новый тренер Дамир Бурич не рассчитывал на Сватка и он в итоге потерял место в основном составе.
В середине сезона 2019/20 Сваток подписал трёхлетнее соглашение с «Днепром-1». Официальный дебют за новую команду в украинском чемпионате состоялся 8 марта 2020 года в матче против «Мариуполя» (3:0).

## Карьера в сборной

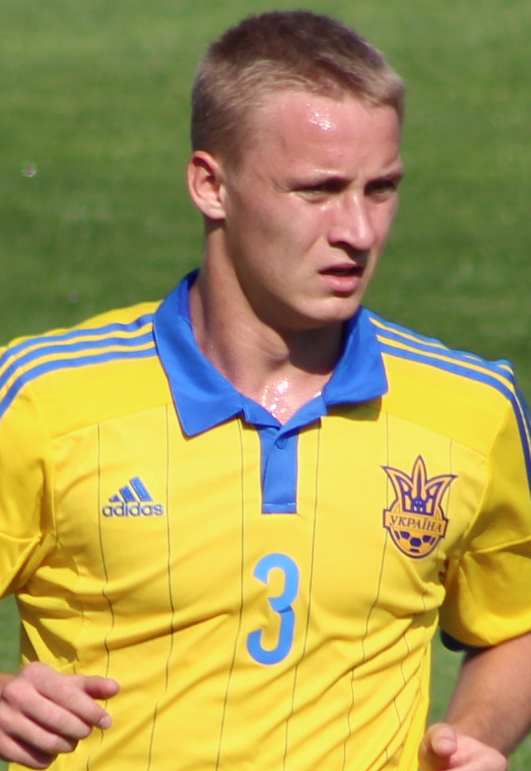
На мемориале Лобановского.
2015 год

Впервые в юношескую сборную Украины до 19 лет Сваток был вызван Юрием Морозом в декабре 2011 года. Дебют в стане команды состоялся 12 апреля 2012 года в товарищеской встрече против Бельгии (2:0). В апреле 2012 года участвовал в турнире Slovakia Cup, где украинцы заняли пятое место. Вместе с командой занял четвёртое место на мемориале Вилотича, в сентябре 2012 года, в Сербии. «Жёлто-голубые» уступили бронзовые награды турнира Венгрии, проиграв ей со счётом (0:2).
Сваток также участвовал в играх элитного раунда квалификации на чемпионат Европы 2013 года, где сыграл во всех трёх матчах. Украина тогда заняла предпоследние третье место, обогнав только Россию. Всего за юношескую команду Сваток провёл 12 матчей.
В январе 2014 года главный тренер молодёжной сборной Украины до 21 года Сергей Ковалец вызвал защитника на Кубок Содружества, где украинцы дошли до финала и обыграли россиян со счётом (4:0). Вместе с командой Сваток также стал победителем турнира Antalya Cup, который прошёл в конце января 2015 года в Турции. На турнире памяти Валерия Лобановского в июне 2015 года Украина дошла до финала, где уступила в серии пенальти Словении (1:1 основное время и 5:6 по пенальти).
Во время отборочного турнира к чемпионату Европы 2013 Сваток сыграл пять игр — половине всех игр турнира, в которых отметился одним забитым голом в ворота Шотландии (2:2). На турнире Antalya Cup в январе 2016 года украинцы завоевали серебро. Мемориал памяти Валерия Лобановского, в июне 2016 года, завершился для украинцев бронзовыми наградами.
Выступая за молодёжную команду Сваток неоднократно выходил на поле в качестве капитана и провёл в её составе 31 игру, забив при этом 2 гола.
В ноябре 2017 года главный тренер национальной сборной Украины Андрей Шевченко впервые вызвал Сватка в расположение команды на товарищескую игру против Словакии, однако в матче он участия не принял. Перед товарищеским матчем с Турцией, 20 ноября 2018 года, получил травму защитник Сергей Кривцов и на его место Шевченко довызвал Сватка.

## Стиль игры
Сваток выступает на позиции центрального защитника. Антропометрические данные футболиста (рост 185 см и вес 78 кг) позволяют ему противостоять габаритным нападающим соперника. Во время игры Сваток часто подключается к розыгрышам стандартных положений.

## Достижения
«Днепр»
- Серебряный призёр чемпионата Украины: 2022/23
- Бронзовый призёр чемпионата Украины: 2015/16
- Финалист Лиги Европы: 2014/15
- Победитель молодёжного чемпионата Украины: 2014/15
- Бронзовый призёр молодёжного чемпионата Украины (2): 2013/14, 2015/16

## Статистика
| Сезон   | Клуб                   | Лига                 | Чемпионат | Чемпионат | Кубок | Кубок | Дубль | Дубль | Еврокубки | Еврокубки |
| Сезон   | Клуб                   | Лига                 | Игры      | Голы      | Игры  | Голы  | Игры  | Голы  | Игры      | Голы      |
| ------- | ---------------------- | -------------------- | --------- | --------- | ----- | ----- | ----- | ----- | --------- | --------- |
| 2011/12 | Днепр (Днепропетровск) | Премьер-лига Украины | 0         | 0         | 0     | 0     | 29    | 4     | —         | —         |
| 2012/13 | Днепр (Днепропетровск) | Премьер-лига Украины | 0         | 0         | 0     | 0     | 27    | 1     | —         | —         |
| 2013/14 | Днепр (Днепропетровск) | Премьер-лига Украины | 0         | 0         | 0     | 0     | 23    | 1     | 1         | 0         |
| 2014/15 | → Волынь               | Премьер-лига Украины | 4         | 0         | 2     | 0     | 9     | 0     | —         | —         |
| 2014/15 | Днепр (Днепропетровск) | Премьер-лига Украины | 5         | 0         | 1     | 0     | 11    | 0     | 0         | 0         |
| 2015/16 | Днепр (Днепропетровск) | Премьер-лига Украины | 3         | 0         | 2     | 0     | 18    | 0     | 0         | 0         |
| 2016/17 | Днепр (Днепропетровск) | Премьер-лига Украины | 31        | 0         | 3     | 0     | 0     | 0     | —         | —         |
| 2017/18 | Заря (Луганск)         | Премьер-лига Украины | 25        | 1         | 1     | 0     | 0     | 0     | 6         | 1         |
| 2018/19 | Заря (Луганск)         | Премьер-лига Украины | 16        | 0         | 1     | 0     | 0     | 0     | 4         | 0         |
| 2018/19 | Хайдук (Сплит)         | Чемпионат Хорватии   | 10        | 0         |       |       |       |       |           |           |
| 2019/20 | Хайдук (Сплит)         | Чемпионат Хорватии   | 6         | 0         | 1     | 0     |       |       | 2         | 0         |
| 2019/20 | Днепр-1                | Премьер-лига Украины | 7         | 0         |       |       |       |       |           |           |
| 2020/21 | Днепр-1                | Премьер-лига Украины | 8         | 1         | 1     | 0     |       |       |           |           |